# Наумчик Сергій Йосипович
Сергій Йо́сипович Нау́мчик (біл. Сярге́й Іосіфавіч Наву́мчык; нар. 15 грудня 1961, Постави, Вітебська область) — білоруський журналіст і політик.

## Життєпис
Народився у Поставах у сім'ї секретаря Вітебського обкому партії. Закінчив факультет журналістики Білоруського державного університету, служив у армії. Брав участь у самвидаві. У 1990—1996 роках — депутат Верховної Ради Білорусі, координатор парламентської Опозиції БНФ, член Конституційної Комісії та парламентської Комісії з питань ЗМІ та прав людини. Очолював інформаційне агентство «Павет».
Брав участь у голодуванні депутатів Опозиції БНФ на знак протесту проти ініційованого президентом Лукашенком референдуму про зміну державної символіки, ліквідацію статусу білоруської мови як єдиної державної, права президента розпускати парламент та інтеграцію з Росією. У ніч на 12 квітня 1995 року депутатів було побито підрозділом спецвійськ у залі засідань парламенту.
У 1996 році емігрував із Білорусі. Існує версія про те, що командувач прикордонних військ Республіки Білорусь видав розпорядження затримати його у разі в'їзду на територію Білорусі (газета «Свобода», 12 травня 1996 року). У серпні 1996 року отримав політичний притулок в США.
З 1997 року заступник Голови Ради БНР. Член Білоруського ПЕН-центру. Працівник Радіо Свобода з 1990 по 2024 роки.
Лукашенківський режим визнав акаунти Наумчика у соцмережах «екстремістськими матеріалами».
Напередодні 90-ї річниці БНР вийшов документальний фільм «Дзень Волі» режисерів Юрія Хащавацького та Олега Дашкевича та письменника Уладзі́мєра Арло́ва. 

## Публіцистика
Підготував збірки публіцистики Василя Бикова, мемуари Івонки Сурвілли (обидві книги серії «Бібліотека свободи. XXI століття» вийшли у двох виданнях), Світлани Алексієвич, книги репортажів про Олеся Біляцького та Станіслава Шушкевича.